# Bundesversammlung
Bundesversammlung (Savezna skupština) je političko tijelo u Njemačkoj čija je jedina funkcija izbor predsjednika Njemačke. Ono se sastaje samo radi tog zadatka i to u zgradi Bundestaga. Čine ga svi zastupnici Bundestaga plus jednako toliko zastupnika iz parlamenata saveznih pokrajina.
Predsjednik se bira u najviše tri izborna kruga. U prvom krugu je za pobjedu potrebna natpolovična većina glasova. Ako u prvom krugu ne bude pobjednika održi se stanka u trajanju od jedan sat nakon koje slijedi drugi krug. Ako i u drugom krugu niti jedan kandidat ne osvoji natpolovičnu većinu glasova ponovno se održava stanka nakon koje slijedi i treći krug u kojem je za pobjedu potrebna samo obična (relativna) većina glasova.   